# Castell de Vallmoll
El Castell de Vallmoll és un monument protegit com a bé cultural d'interès nacional del municipi de Vallmoll (Alt Camp). S'alça a tocar de la trama urbana i presideix l'agrupament més antic de cases a la part alta de la vila de Vallmoll.

## Història
Segles XI- XII. Els orígens del castell de Vallmoll es remunten al segle xi, en el moment de la Reconquesta. El castell i el terme de Vallmoll foren en un primer moment una possessió dels Castellvell, com molts altres indrets de la rodalia, i d'aquests passà als Montcada. El primer esment del lloc de Vallmoll és de l'any 1153, en què Guillem IV de Castellvell concedí el mas de Malgraneda, en el terme de Vallmoll. L'any 1176 Guillem V de Castellvell, senyor del lloc, llegà la seva dominicatura de Vallmoll a l'orde del Temple des de la terra de Ponç de Fonollar fins al riu Francolí. A partir de la presència d'una comanda hospitalera a Vallmoll des de la fi del segle xii, sorgiren alguns enfrontaments entre els hospitalers i els Castellvell-Montcada que tanmateix continuaren essent senyors de Vallmoll i del seu castell.
Segle XIII. El 1291, entre les moltes propietats que aportà Guillema de Montcada com a dot quan es casà amb l'infant Pere, germà de Jaume II, figurava el castell de Vallmoll. El 1300 la mateixa Guillema de Montcada cedí, amb reserva d'usdefruit per a tota la vida, al rei Jaume II les baronies de Montcada i Castellvell dins les quals era inclòs Vallmoll.
Segle XIV-XV-XVI. El castell i el terme de Vallmoll apareixen a mans dels Cardona. Quan el 1375 el rei Pere III erigí el comtat de Cardona, una de les possessions que es consideraren del nou comtat fou el castell de Vallmoll, dins la vegueria de Tarragona. Més endavant Vallmoll fou d'altres senyors. El 1420 era senyor de la baronia de Vallmoll, que comprenia els llocs de Vallmoll, Bràfim i Nulles, Gregori de Burguès. Vers l'any 1562 i per un altre matrimoni, la baronia fou traspassada als Pacs, barons de Brunyolí i a la darreria del segle xvi passà als Boixadors, comtes de Savallà.
Durant els segles XVII, xviii i xix, va estar habitat pels comtes de Peralada. A l'inici del segle xix el castell de Vallmoll era propietat dels Dameto, marquesos de Bellpuig. El 1922 el marqués de la Torre el vengué a Josep Orga qui, vers els anys quaranta, el va vendre al seu darrer propietari l'Ajuntament de Vallmoll, pel preu de 10.000 pessetes.

## Arquitectura
El castell de Vallmoll conserva encara el recinte perimetral i part de les torres que el flanquejaven. Tant la planta del castell com la de les torres són rectangulars. Adossat a una de les torres es troba un element amb dos arcs, un peraltat i l'altre de mig punt, que degut al precari estat de conservació del conjunt, resulta de difícil interpretació.
Malgrat l'estat gairebé ruïnós de la construcció, es poden apreciar superposicions d'elements de diverses èpoques i estils. Està en procés de restauració.
L'entorn immediat del castell, per la banda que dona al carrer Major, ha estat recentment urbanitzat.